# Hardigny
Hardigny est un hameau belge de la commune et ville de Bastogne situé en Région wallonne dans la province de Luxembourg.
Avant la fusion des communes, Hardigny faisait partie de la commune de Noville.

## Situation
Ce hameau ardennais se trouve à proximité immédiate du village de Rachamps, situé à l'ouest. Hardigny est à environ 13 km au nord de Bastogne.

## Description
Hameau rural traversé par un petit ruisseau, Hardigny possède quelques fermes caractéristiques du XIXe siècle dont certaines sont encore en activité. La plupart des habitations sont bâties en pierre de grès ou de schiste et sont parfois blanchies à la chaux. Les encadrements des portes et fenêtres sont souvent réalisés en briques rouges.

## Patrimoine
Une nécropole romaine a été découverte.
Une petite chapelle a été édifiée en 1924.